# Myrmothera
Genre
Myrmothera est un genre de passereaux de la famille des Grallariidés. Il se trouve à l'état naturel en Amérique du Sud.

## Liste des espèces
Selon la classification de référence du Congrès ornithologique international (version 14.2, 2024) :
- Myrmothera fulviventris (Sclater, 1858) — Grallaire à ventre fauve
- Myrmothera berlepschi (Hellmayr, 1903) — Grallaire d'Amazonie
- Myrmothera dives (Salvin, 1865) — Grallaire buissonnière
- Myrmothera simplex (Salvin & Godman, 1884) — Grallaire sobre, Myrmothère de tépui
- Myrmothera campanisona (Hermann, 1783) — Grallaire grand-beffroi, Myrmothère à gorge blanche
- Myrmothera subcanescens (Todd, 1927) — Grallaire grisâtre